# Élevage porcin

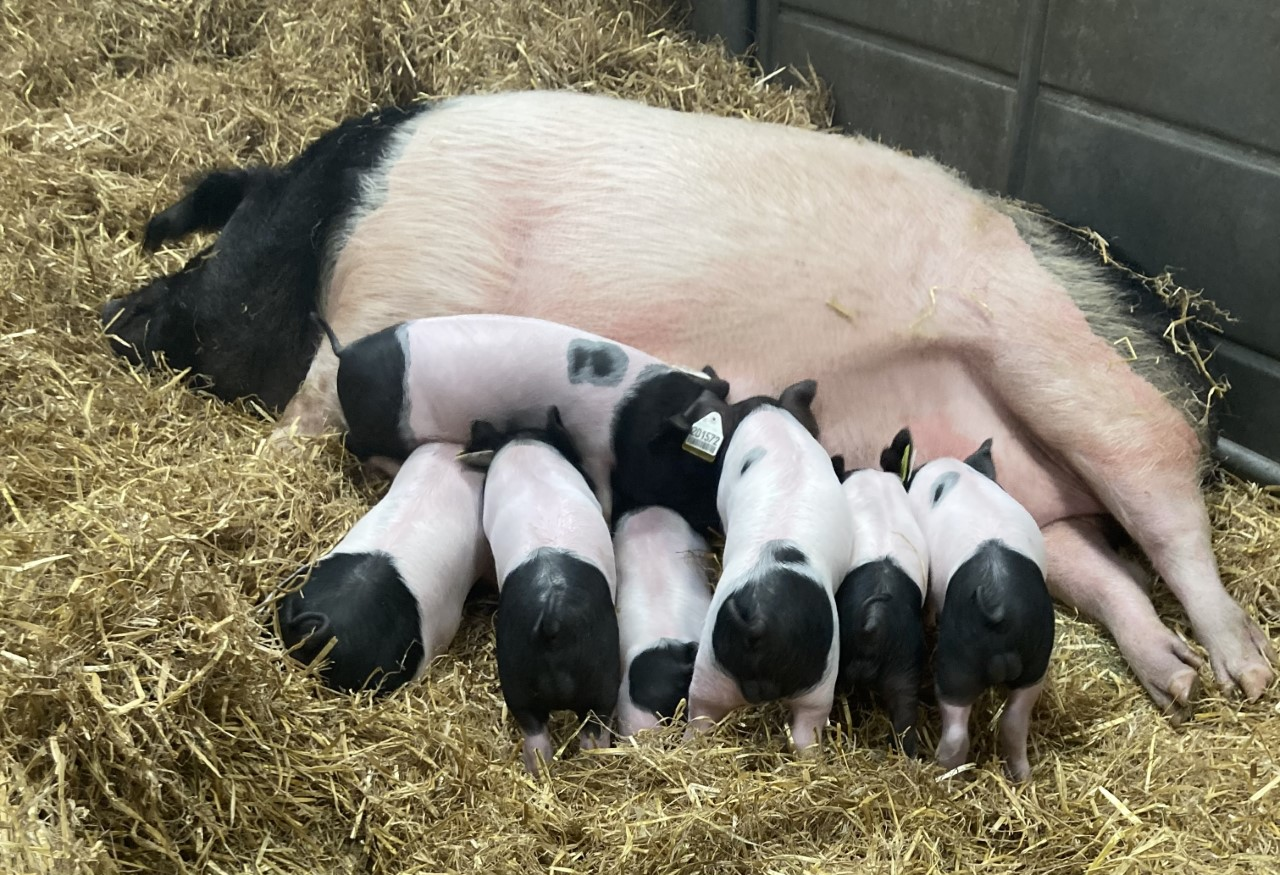
Truie allaitant ses porcelets

L’élevage porcin consiste à élever des porcs (Sus scrofa domesticus) pour l'alimentation humaine. A la fin de la seconde guerre mondiale, les élevages se sont spécialisés afin de sécuriser les besoins alimentaires de la population. Dans les pays industrialisés, deux systèmes coexistent : l'un correspond au modèle dit "extensif" de polyculture-élevage, l'autre répond aux caractéristiques de l'élevage productif, dit "intensif" nettement prépondérant. Ces deux modèles sont encadrés par des normes environnementales et de bien-être animal.

## Histoire

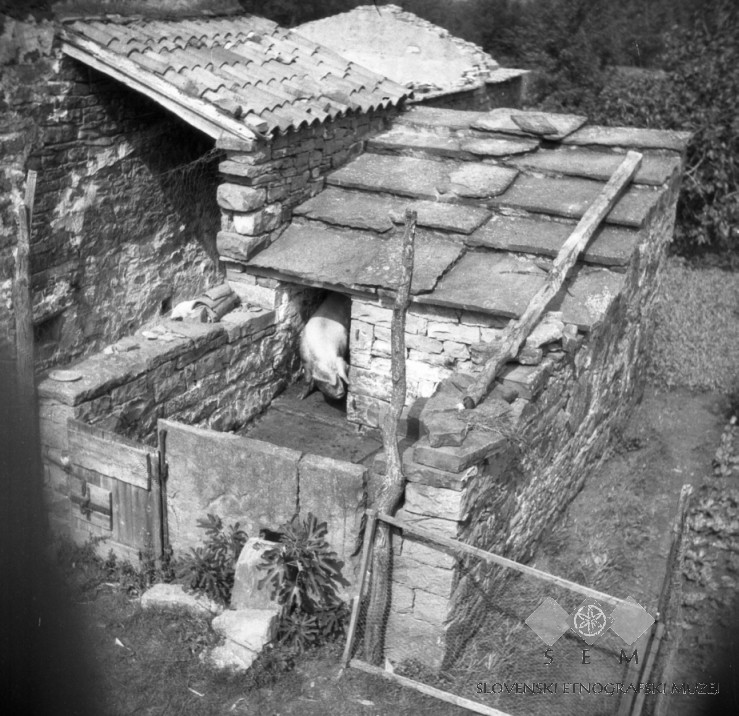
Porcherie traditionnelle en Slovénie en 1949.

L'élevage du porc date de la sédentarisation des humains, puisqu'il n'est pas capable de transhumer. Il est attesté dans l'Égypte antique. Il a été développé dans l'Empire romain, en particulier en Gaule, et dans l'Asie du Sud-Est.
Le processus d'élevage a conduit à la domestication et à l'émergence de races spécialisées.
Les grandes zones de production sont la Chine, l'Union européenne à 27 et les États-Unis. En Europe, les principaux producteurs sont l'Allemagne, l'Espagne, la France, le Danemark, la Pologne, les Pays-Bas et l'Italie.
En France à l'époque contemporaine, du fait d'une forte population rurale au sortir de la guerre 39-45 et à cause de terres agricoles moins fertiles que dans d'autres bassins français, beaucoup d'agriculteurs bretons se sont spécialisés en production porcine afin de dégager un revenu suffisant pour maintenir leur activité agricole. En outre, cela permit à la France d'atteindre en matière porcine son équilibre alimentaire dans les années 1970 : aujourd'hui, la France est légèrement excédentaire vis-à-vis de ses besoins en viande porcine (102,3 % en 2014), mais déficitaire pour les produits transformés, jambon notamment. La Bretagne représente 58 % de la production porcine française en 2014, avec les départements des Côtes-d'Armor et du Finistère comme premiers producteurs.

## Systèmes d'élevage
Il existe aujourd'hui 3 types d'élevage porcin en France :

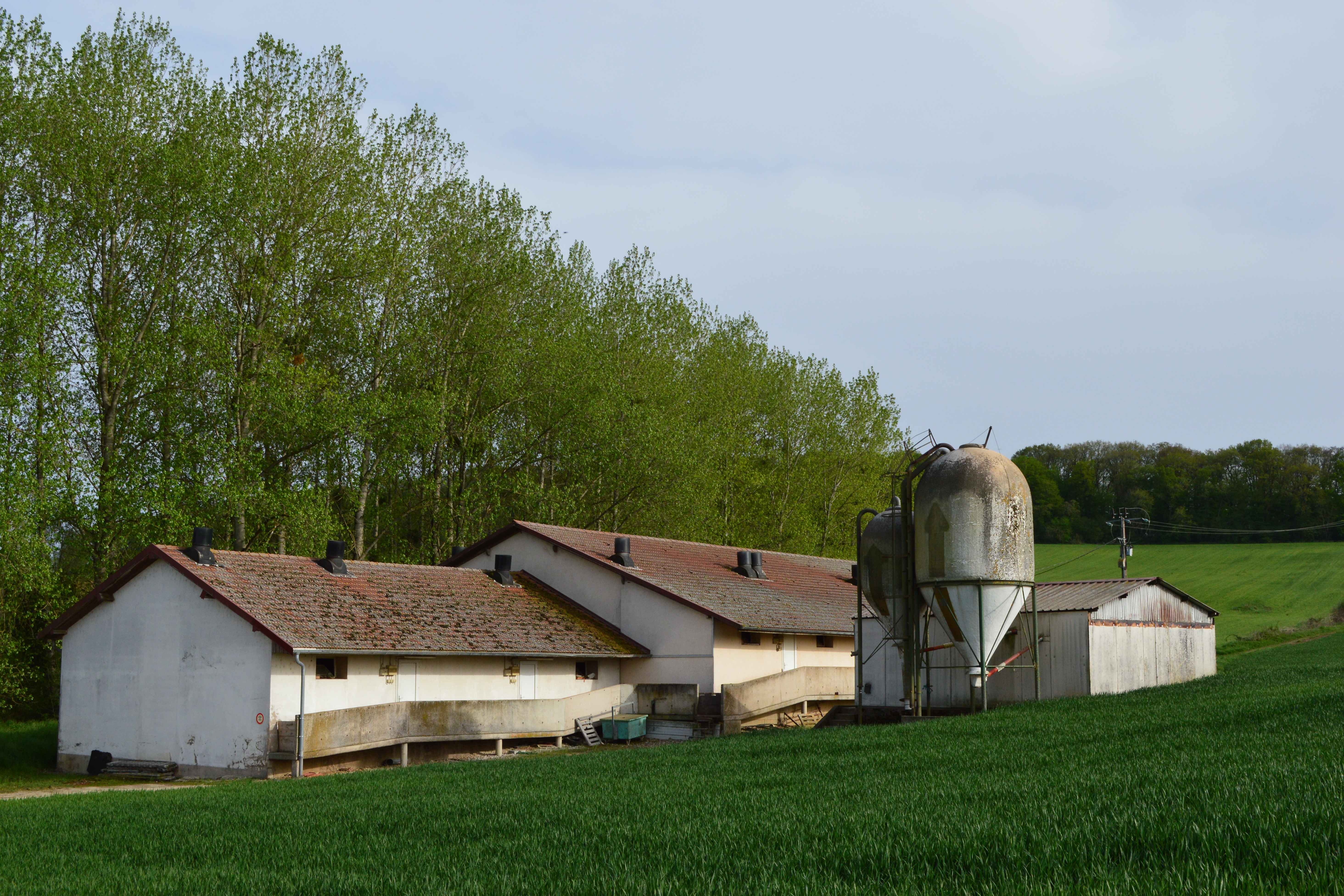
Porcherie en France

- Porcherie en FranceLe bâtiment sur caillebotis qui représente 90 % des élevages en France. C'est le plus répandu en Europe et dans le monde. Les porcs sont élevés au sein de bâtiments dont le sol est couvert de caillebotis permettant l'évacuation des excréments, de l'urine des animaux et des eaux de nettoyage des bâtiments. Ce mode d'élevage facilite le travail de l'éleveur pour nourrir, surveiller et soigner les animaux.
- Le bâtiment en litière biomaitrisée qui représente 5 % des élevages français. Le sol des bâtiments est bétonné et recouvert d'une litière en sciure, paille etc. qui absorbe excréments et urines.
- L'élevage en plein air, enfin, représente 5 % des élevages français. Les animaux sont élevés en extérieur et disposent d'abris paillés avec toiture en tôle.

Par ailleurs, les élevages sont spécialisés selon leur activité :
- Naisseur : élevage des truies reproductrices et des verrats, naissance et élevage des porcelets jusqu'au sevrage.
- Engraisseur : l'éleveur achète des porcelets sevrés à un "naisseur", puis les élève jusqu'au départ pour l'abattage.
- Naisseur/engraisseur : l'éleveur réalise toutes les étapes, de l'insémination des truies jusqu'à l'engraissement. C'est le modèle le plus répandu en France.

En Chine, la régulation de l'élevage intensif n'est pas la même qu'en Europe. On y parle d'hôtel à cochons.[réf. souhaitée]

### Organisation d'un élevage
L'élevage est composé de plusieurs espaces qui répondent aux besoins des animaux selon leur stade de développement, :
| Espaces       | Fonction |
| ------------- | --- |
| Quarantaine   | A leur arrivée dans l'élevage, les cochettes sont isolées 4 semaines pour des contraintes sanitaires. Le but de cette adaptation est double : ne pas introduire de maladies dans l'élevage, et exposer les truies aux agents pathogènes de l'élevage receveur, de façon à développer leur immunocompétence et transmettre cette immunité à leur portée via le colostrum. |
| Verraterie    | Espace réservé aux animaux reproducteurs, ainsi qu'aux saillies et inséminations artificielles. Le premier mois de gestation est une période sensible aux risques d'avortement. |
| Gestantes     | Les femelles pleines vivent en groupe pendant leur gestation. Chaque truie peut avoir un peu plus de 2 portées par an d'une douzaine de porcelets chacune. La gestation dure 3 mois, 3 semaines et 3 jours. |
| Maternité     | En fin de gestation, les truies sont isolées dans des espaces individuels où elles pourront mettre bas. Les stalles sont aménagées avec du chauffage adapté et des équipements de sécurité pour éviter que la mère écrase ses petits. Les porcelets restent environ 4 semaines avec leur mère.                                                                           |
| Post sevrage  | Les porcelets changent d'alimentation, passant du lait maternel à une alimentation solide. Cette étape dure environ 5 semaines. |
| Engraissement | Une fois sevrés, les porcs poursuivent leur croissance en groupe dans les salles d'engraissement. |

### Élevage intensif

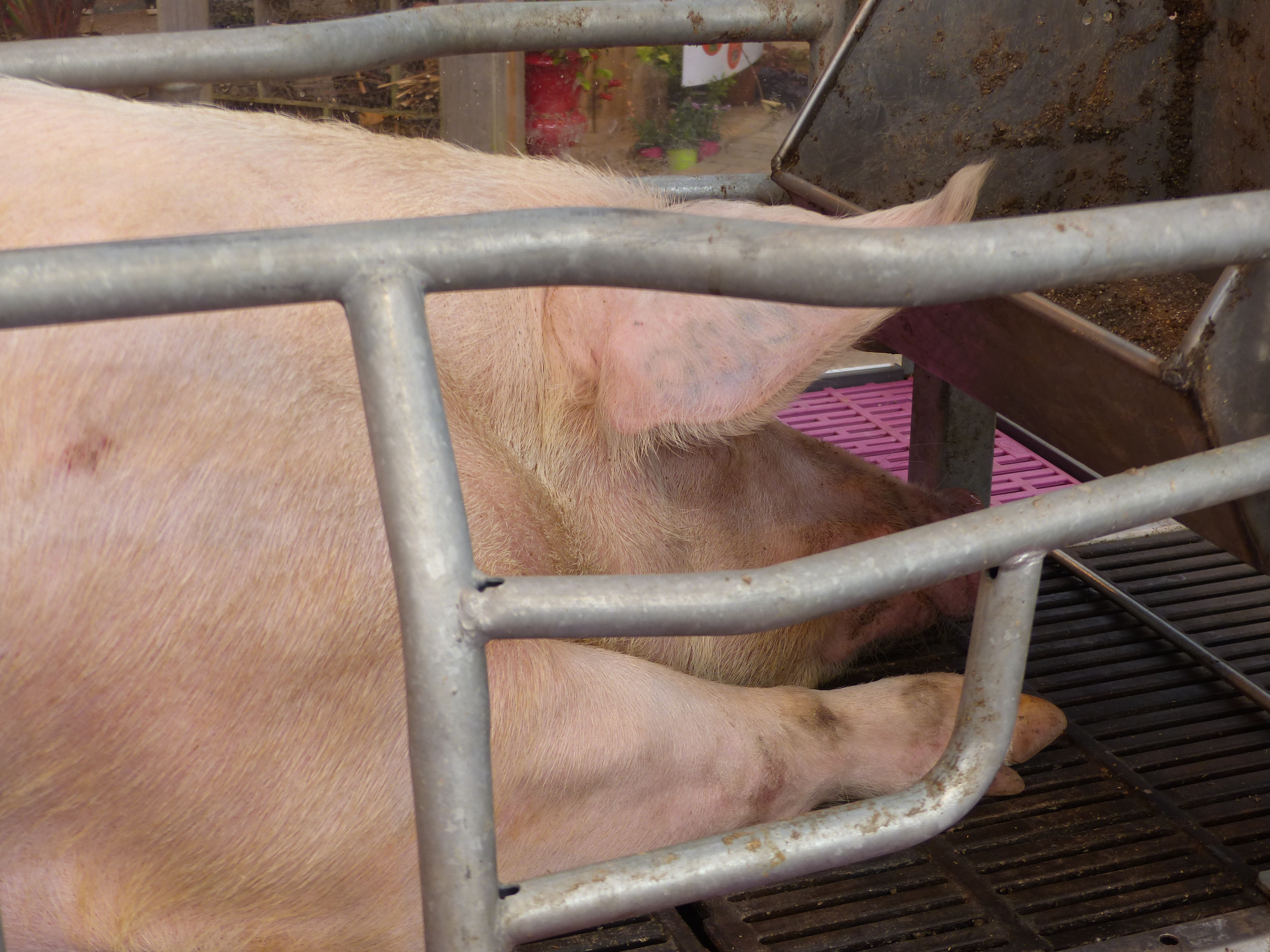
Elevage porcin dans l'Ouest de la France

Les races de porcs sélectionnées pour l’élevage porcin intensif sont dépourvues de glandes sudoripares. Les animaux sont donc sensibles au « choc thermique ». Pour optimiser la production, il faut les élever dans des porcheries ventilées avec un contrôle de la température. Pour éviter le développement des pathologies liées à l’élevage intensif, on donne aux animaux des compléments alimentaires vitaminiques et les systèmes de prévention sanitaires sont renforcés. L'administration d'antibiotiques afin de limiter l'apparition et la propagation de maladies infectieuses diminue afin de limiter le développement de l'antibiorésistance (Plan Ecoantibio 2017). L’exposition moyenne des porcs aux antibiotiques a diminué de 55,5 % entre 2011 et 2020.

#### Le porc mâle entier
Les mâles entiers sont des porcs non castrés. Dans les élevages conventionnels les jeunes porcs sont castrés dans les 7 premiers jours suivant leur naissance. Cet acte permet d’éviter qu'au moment de la consommation, la viande dégage une « odeur de verrat » jugée désagréable (due à une trop forte quantité d'hormones dans les muscles). La castration à vif des porcelets a été interdite en Norvège (2002), en Suisse (2010), en Suède (2016), en Allemagne (2019) et en France (2022), la castration reste autorisée mais uniquement sous anesthésie. En 2016, dans l'Union européenne une loi sur le bien-être animal va interdire la castration à vif des porcs (aujourd'hui 27 % des porcs de l'Union européenne ne sont plus castrés). De plus, d'après le groupement de producteurs français Cooperl, les porcs non castrés ont un meilleur rendement que les porcs castrés : ils nécessitent moins d’aliments pour leur croissance, améliorant les coûts de production et leur impact environnemental. En France, 85 % des porcs mâles sont castrés à vif, soit 10 millions d’animaux chaque année.
Sous la pression sociétale, la pratique de la castration diminue en Europe : le nombre de mâles entiers abattus a progressé de 30 % en 5 ans. Au total parmi les mâles : 36 % sont entiers, 60 % sont castrés avec ou sans anesthésie, 4 % ont reçu un vaccin anti-odeur (immunocastration). 
En France, les éleveurs souhaitent arrêter la castration, mais ils sont confrontés aux exigences des abatteurs qui veulent une viande dite “de qualité”. L’Espagne ne pratique pas la castration à grande échelle mais sa viande haut de gamme (jambon pata negra) est issue de porcs castrés, de même le cahier des charges Label Rouge exige des porcs femelles ou des mâles castrés. 

#### Critiques
Les controverses portent sur quatre grands sujets : l'environnement, le bien-être animal, la santé et la taille des élevages. Les associations soulèvent des interrogations en termes de bien-être animal puisque les animaux sont confinés dans des espaces exigus. Les porcelets sont retirés de leur mère entre trois et quatre semaines d'âge, alors que l'âge naturel de sevrage se situe entre 3 et 4 mois. Ils sont mis dans des groupes destinés à l'engraissement. Le stress survient lorsque les porcelets sevrés sont mélangés avec des porcelets non familiers. Les porcs sont élevés à l'intérieur, souvent dans des bâtiments surpeuplés, sur du béton nu ou sur caillebotis intégral. Dans ce type d'élevage, les porcs souffrent de troubles du comportement dont le cannibalisme. Ils se mordent et se dévorent la queue si celle-ci n'est pas coupée car ils ne peuvent pas exprimer leur comportement naturel. Pour prévenir ces troubles, les éleveurs coupent les queues des porcelets. En janvier 2020, le ministre français de l'agriculture, Didier Guillaume, annonce la fin de la castration à vif des porcelets en 2021. L’arrêté du 17 novembre 2021 du ministre de l’agriculture et de l’alimentation interdit la castration à vif des porcelets au 1er janvier 2022.

#### Chiffres
Quelque 60 % des exploitations ont 2 000 têtes ou plus ; 23 % ont de 1 000  à   1 999 têtes ; 10 % ont de 500 à 999 têtes ; 7 % ont de 20 à 499 têtes ; 0,3 % de 1 à 19 têtes.
En 2016, la France produit 2,488 millions de tonnes équivalent carcasses (Mtec), importe 0,567 Mtec, exporte 0,638 Mtec et consomme 2,417 Mtec.
En France, le porc charcutier consomme environ 2,5 kg de nourriture par jour. Elle est composée de 61 % de céréales, 35 % d'oléoprotéagineux et 4 % de minéraux. La France est déficitaire à 56 % de ces protéines[pas clair]. Ces protéines sont essentiellement du soja OGM importé à hauteur de 1,084 million de tonnes. Le soja OGM consommé par les porcs est interdit de culture en France.
En France, 85 % des porcelets mâles subissent la castration à vif, soit plus de 27 000 chaque jour et 10 millions chaque année. Il s'agit d'éviter que leur viande ne développe lors de la cuisson une odeur de verrat jugée désagréable (entre 3 et 5 % d'entre eux la développeraient).

### Élevage en plein air

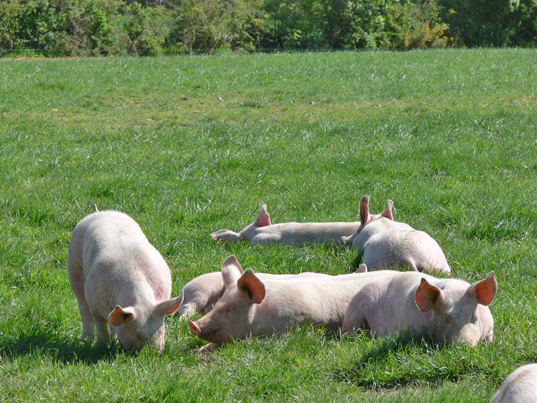
Porcs en plein air en Vendée destinés à la filière agroalimentaire de viande Porc de Vendée

Des élevages en plein air prenant en compte le bien-être des cochons existent, mais ne représentent qu’un très faible pourcentage de l'élevage porcin[réf. nécessaire]. Les animaux élevés en plein air disposent d'abris, généralement des petites cabanes en tôle paillées à l'intérieur. Les porcs élevés en plein air (Label Rouge) ou dans le cadre de l'agriculture biologique et de l'agriculture biologique certifiée ont un accès au plein air. De plus, les truies doivent être élevées en groupe durant la plus grande partie de leur gestation. Les porcelets restent avec leur mère plus longtemps (jusqu'à 6 à 8 semaines). L'agriculteur évite de mélanger les cochons qui ne se connaissent pas et la coupe de la queue n’est pas pratiquée dans les élevages biologiques et certains élevages plein air. Les porcs sont moins stressés au sevrage.
Dans un souci de la qualité de la viande produite et du bien-être animal, l'élevage des porcs en plein air a connu récemment un nouveau développement. Le prix de revient est plus élevé, mais la viande, de meilleure qualité et contenant beaucoup moins de composants pharmaceutiques, peut être mieux valorisée que celle issue de l'élevage intensif. En France, il existe trois filières qui suivent les critères d'élevage porcin de plein air, nécessaires pour obtenir différents labels : l'Auvergne, la Vendée et le Sud Ouest. La viande Porc de Vendée bénéficie d'une indication géographique protégée (IGP) depuis 1988. La viande issue de porcs élevés en Vendée a obtenu la médaille d'argent au Concours Général Agricole à Paris en 2017. La viande porc d'Auvergne, issue de porcs élevés en plein air a, quant à elle, obtenu l'IGP en 2011. Cette marque de reconnaissance sur le plan européen délimite l'aire géographique de naissance, d'élevage et d'engraissement des animaux et l'attache à cette dénomination.
En France, ce mode d'élevage est adopté par 5 % des éleveurs de porcs. Certains exploitants et transformateurs agroalimentaires font valoir quelques spécificités via les mentions valorisantes « plein air » ou « montagne », comme Porc du Ventoux.

#### L'élevage biologique
L'élevage de porc biologique repose sur trois principes :
- l'origine biologique de l'alimentation
- le bien-être animal et son espace de vie
- le lien au sol

En agriculture biologique, les races de porcs pouvant s'adapter le mieux à la vie en extérieur sont privilégiées. Les truies disposent de 1 000 m2 en plein air avec un abri paillé. Le porc, quant à lui, est élevé soit sur paille, dans un bâtiment ouvert, soit en plein air dans un champ avec abri. Une truie consomme 1 600 kg d'aliments par an : 60 % de céréales, les 40 % restant étant composés de pois, féveroles et de minéraux.
L'élevage bio garantit des conditions d'élevage plus respectueuses de l'environnement et une alimentation plus saine pour les animaux. Cependant, elle n'offre pas de garanties totales en matière de bien-être animal.
En 2010, l'élevage de porcs biologiques représente moins de 0,5 % de la production nationale de porcs en France. L'agence Bio dénombre 286 producteurs de porcs biologiques notifiés en France (activité d'élevage en vente directe inclus).
En 2019, 1,7 % du cheptel de truies est en bio ou en cours de conversion. Les producteurs français font face à la concurrence des autres grands producteurs européens, danois et espagnols notamment. La filière porcine biologique française subit en 2021 une période d’ajustement avec un ralentissement des conversions.

##### Souffrance animale en élevage
Les porcelets font l'objet de différentes mutilations dans les semaines qui suivent leur naissance. En France, 85 % des porcelets mâles subissent la castration à vif, soit plus de 27 000 chaque jour et 10 millions chaque année, pour empêcher une odeur désagréable à la cuisson, nommée « odeur de verrat ». La castration des porcelets pratiquée en agriculture conventionnelle est également prévue dans le cahier des charges bio. Pratiquée sans anesthésie ni traitement de la douleur, elle est source de grandes souffrances  : «dans les heures qui suivent, détaille l'Inra (Institut national de la recherche agronomique), on constate une prostration, des tremblements et des spasmes chez les porcelets. Leur souffrance dure plusieurs jours.» La plupart subissent également une caudectomie (coupe partielle de leur queue) afin d'éviter que les animaux, poussés par l'ennui, ne se mordillent mutuellement la queue. Là encore, aucune prise en charge de la douleur. «On peut supposer l'existence d'une douleur chronique similaire à celle décrite chez l'homme après une amputation», note l'Inra dans une expertise sur les douleurs animales. Enfin, la coupe ou le meulage des dents, visant également à éviter les morsures, est très douloureuse, la structure des dents des cochons étant proche de celle de l'homme.
Les  truies reproductrices, près d'un million en France, sont placées une grande partie de leur vie dans des cages individuelles trop étroites pour leur permettre de se retourner.

## Production
- Viande : c'est la production primordiale. Elle a donné lieu à des procédés spécialisés de conservation de la viande par salaison et fumage : la charcuterie.
- Soies : elles sont utilisées pour la fabrication de brosses à cheveux ou de pinceaux.
- Peau : bouillie, elle devient de la gélatine qui est utilisée dans la confection de friandises.
- Fumier : dans l'élevage traditionnel, les déjections du porc contribuent à fertiliser le potager familial. Actuellement[Quand ?], le lisier produit par les élevages industriels est utilisé pour la fertilisation des sols ; certains le considèrent plutôt comme un déchet difficile à éliminer. La méthanisation à la ferme l'utilise pour la production de biogaz à l'aide de fermenteur (ou digesteur).
- Chasse : il s'agit de l'élevage de Sus Scrofa, le sanglier, à des fins de repeuplement cynégétique.

## Production mondiale
Principaux pays producteurs de porc en 2018
| 1                | Chine      | 54 037 400 |
| 2                | États-Unis | 11 942 965 |
| 3                | Allemagne  | 5 369 944  |
| 4                | Espagne    | 4 530 474  |
| 5                | Vietnam    | 3 816 414  |
| 6                | Brésil     | 3 787 660  |
| 7                | Russie     | 3 744 170  |
| 8                | France     | 2 166 417  |
| 9                | Canada     | 2 142 283  |
| 10               | Pologne    | 2 135 800  |
| Source : FAOSTAT |            |            |

## Alimentation
Dans l'élevage traditionnel, le porc est élevé avec les déchets alimentaires humains (épluchures, restes de table…).
Dans les élevages modernes français, l’alimentation des porcs n'est constituée que de produits végétaux sélectionnés pour leurs grandes qualités nutritives. Sous forme de granulés ou bien de farine, les aliments du porc sont composés de céréales (blé, maïs et orge), d'oléoprotéagineux (soja, tournesol et colza), d'huiles, de graisses (graisses végétales et produits laitiers) et de minéraux. L'alimentation des porcs répond à des exigences qualitatives et sanitaires strictes donc les éleveurs se réfèrent à des tables d’alimentation correspondant à chaque stade physiologique de l’animal et à ses besoins particuliers.
À la naissance, le porcelet tète le colostrum, très riche en anticorps. Pendant 4 semaines, il est nourri par sa mère. Au sevrage, un porcelet pèse 8 kilos et consomme surtout de la poudre de lait mélangée avec du blé et des céréales en flocons. Cette phase dure 5 à 6 semaines. Le jeune porc pèse alors 25 à 30 kg à sa sortie de post-sevrage. Pendant la phase d’engraissement, le porc absorbe un kilo d'aliment par jour. Celui-ci est composée de maïs, de blé et d’avoine, de pois et de soja, il grossit de 600 grammes par jour. Cette phase dure 4 mois et demi et le porc atteint un poids de 115  à   120 kg à sa sortie d'engraissement. La ration moyenne d'un porc charcutier contient : 61 % de céréales, 35 % d’oléoprotéagineux, 4 % de minéraux. Les céréales constituent 75 % de l'alimentation des porcs, ces derniers sont engraissés pour la production de viande. Les aliments réservés aux truies, quand elles portent des petits ou qu’elles allaitent, contiennent 60 % d'orge, qui leur apporte l’énergie et les fibres dont elles ont besoin.

### Alimentation biphase
La technique de l'alimentation biphase permet d'ajuster les besoins nutritionnels aux besoins réels des animaux. Elle consiste à distinguer deux phases, et donc deux aliments successifs dans le processus d'élevage : croissance puis finition pour le porc à l'engrais, gestation puis allaitement pour la truie. L'alimentation biphase présente le double avantage d'autoriser une économie de protéines et de réduire les rejets azotés. Elle est particulièrement pratiquée en Bretagne. En France, l'alimentation biphase concerne 40 % des porcs charcutiers et plus de 60 % des truies reproductrices.

## Impact environnemental

### Évaluation des impacts environnementaux des élevages porcins
Les élevages porcins ont de nombreuses conséquences environnementales : émissions gazeuses (ammoniac et gaz à effet de serre), utilisation de l'énergie et de l'eau, rejets d'azote et de phosphore.
Les déjections porcines contiennent une importante quantité d'azote. Cet azote présent dans le lisier n'est pas totalement absorbé par les plantes et se retrouve donc souvent sous forme de nitrates dans les eaux, après le lessivage des terres. Une grande quantité de nitrates dans l'eau entraîne ensuite la prolifération d'algues vertes. Ce phénomène a notamment été très visible en Bretagne. Les algues vertes ont ainsi de nombreuses conséquences économiques (tourisme) et sanitaires (contamination de l'eau du robinet). Ces algues qui prolifèrent sur les plages sont riches en hydrogène sulfuré, gaz reconnu mortel pour l'homme.
L'apport d'argile dans l’alimentation des porcs peut aider à minimiser l'impact de la production porcine sur l'environnement. Il a été rapporté,que, chez les porcs nourris avec des zéolites alimentaires, la quantité d'azote émise par les fèces est significativement plus élevée par rapport à celle évacuée par l’urine. Étant donné que, l'azote urinaire est plus volatile que l'azote fécal, ce changement dans le profil d'émission aurait tendance à réduire la quantité d'azote dans l'environnement causée par l’élevage porcin.
Les scientifiques ont signalé que les concentrations de sulfure d'hydrogène (H2S) et d'ammoniaque(NH3) émises par des porcelets sevrés nourris au composite d’argile sont réduites dans les fèces (Figure 1). Ils ont suggéré que l'argile peut sélectivement échanger l'ammoniac provenant des eaux usées et fournir un milieu de croissance idéal pour les bactéries nitrifiantes qui peuvent oxyder l'ammoniac en nitrate.
Les acides gras volatils sont responsables d'une proportion significative de l'odeur provenant des élevages porcins. On a rapporté que l'acide propionique(C3H6O2) fécal, l'acide butyrique(C4H8O2) et l'acide acétique(C2H4O2) sont significativement réduits chez les porcs nourris à la biotite. Ils ont également signalé des réductions des niveaux d'ammoniac fécaux.

### En France: installation classée pour la protection de l'environnement
Selon la législation française, les élevages de porcs sont des installations classées pour la protection de l'environnement (ICPE). En effet, ce type d'installation est concerné par la rubrique no 2102 de la nomenclature des installations classées (« élevage, vente, transit, etc. de porcs ») :
- Les installations dont les activités sont également classées au titre de la rubrique no 3660 (« élevage intensif ») sont soumises à autorisation préfectorale. Afin de limiter leur impact environnemental, les exploitants de ces installations doivent notamment respecter les prescriptions techniques d'un arrêté ministériel daté du 27 décembre 2013[42].
- Les installations non classées au titre de la rubrique no 3660 et détenant plus de 450 animaux-équivalents sont soumises à enregistrement. Afin de limiter leur impact environnemental, les exploitants de ces installations doivent notamment respecter les prescriptions techniques d'un autre arrêté ministériel daté également du 27 décembre 2013[43].
- Les installations non classées au titre de la rubrique no 3660 et détenant entre 50 et 450 animaux-équivalents doivent être déclarées. Afin de limiter leur impact environnemental, les exploitants de ces installations doivent notamment respecter les prescriptions techniques d'un autre arrêté ministériel daté également du 27 décembre 2013[44].

Le nombre d'animaux-équivalents est déterminé de cette manière :
- Les porcs à l’engrais, jeunes femelles avant la première saillie et animaux en élevage de multiplication ou sélection comptent pour un animal-équivalent.
- Les reproducteurs, truies (femelle saillie ou ayant mis bas) et verrats (mâles utilisés pour la reproduction) comptent pour trois animaux-équivalents.
- Les porcelets sevrés de moins de trente kilogrammes avant mise en engraissement ou sélection comptent pour 0,2 animal-équivalent.

L'instruction des demandes d'autorisation et d'enregistrement ainsi que le contrôle du respect des prescriptions techniques par les exploitants sont réalisés par l'inspection des installations classées.

## Chiffres
Production
En 2020, 23,3 millions de porcs ont été abattus en France. Cette production a représenté 2,2 millions de tonnes équivalent de carcasses (tec) de viande, soit 9 % de la production européenne. Depuis 2010, la production a diminué en nombre de têtes, mais le volume reste relativement stable en lien avec une hausse du poids des carcasses.
La France est le 3e producteur européen de porcs avec environ 9 500 élevages produisant plus de 300 porcs (99 % de la production française). La région Bretagne assure 57 % de la production porcine du pays, c'est la région produisant le plus de porcs. Avec 3 950 exploitations ayant au moins 20 truies ou 100 porcs à l’engrais au recensement agricole de 2020. 
En 2014, 24,1 millions de porcs ont été élevés en France, dont 23,7 millions ont été abattus. Selon le ministère de l'Agriculture, la France comptait en 2013 17 400 éleveurs porcins.
95 % des porcs français sont abattus dans 23 abattoirs spécialisés. Dix d'entre eux concentrent 60 % de l'activité, tous situés en Bretagne et en région Pays de la Loire. Les deux principaux acteurs du secteur, Bigard et la Cooperl, représentent chacun près de 20 % des capacités d'abattage en France.
Consommation
La consommation moyenne de porc par habitant diminue régulièrement en France ; elle a baissé de 2 kg au cours de la dernière décennie, pour s'établir à 31,5 kg par habitant en 2020.
Echanges
En 2020, la balance commerciale française est positive en volume (+ 270 000 tonnes équivalent carcasse), mais le solde est à peine à l'équilibre en valeur (+ 61 M€). La structure des échanges est déséquilibrée avec des exportations de matières brutes et des importations de produits transformés, à forte valeur ajoutée.
La France exporte principalement vers l'Union européenne (54 %), et 46 % vers les pays tiers, dont 29 % pour la Chine et Hong Kong.
Le principal fournisseur de la France est l'Espagne (près de 47 % et 800 M€), suivi de l'Allemagne et de l'Italie.

## Labellisation des viandes de porc et charcuteries
Des labels ont été mis en place à l'échelle française et européenne pour valoriser la qualité des viandes de porc et charcuteries et mieux informer le consommateur. Les AOC, AOP (appellation d'origine protégée) et IGP (indication géographique protégée) garantissent l'origine géographique des produits, le Label rouge atteste des niveaux de qualité supérieurs, et le label AB impose un cahier des charges respectueux de l’environnement.
En 2018, les élevages de porcs labellisés représentent 11 % des éleveurs de porcs français. Contrairement à la production conventionnelle, la consommation de viande de porc labellisée connaît une croissance sur les dernières années, la dynamique provenant des charcuteries Label rouge.
Exemples d'IGP :
- Porc du Sud-Ouest, l'indication géographique protégée pour les carcasses de marque Porc du Sud-Ouest a été enregistré par la Commission européenne le 9 mai 2013 après dépôt d'un dossier le 7 novembre 2011 avec publication le 8 juin 2012[49].
- Porc d'Auvergne est une marque enregistrée comme indication géographique protégée (IGP) en 2011[50], qui garantit au consommateur que les carcasses sont issues de porcs nés, élevés en plein air et abattus en Auvergne ou dans certains départements voisins. Bien que la seule dénomination officielle enregistrée de cette viande soit « Porc d'Auvergne »[51], celle-ci est couramment proposée aux consommateurs sous la forme « Porc fermier d'Auvergne » alors que chaque carcasse bouchère est anonyme et n'est pas issue d'une transformation effectuée par l'éleveur producteur fermier mais par l'industrie agroalimentaire.
- Porc de Franche-Comté, dont la particularité est l'engraissement contenant en matière sèche entre 15 % et 35 % de lactosérum. Le développement de l'élevage porcin de cette région est intimement lié aux différentes filières fromagères AOC de Franche-Comté (Comté, Morbier, Mont d'Or, Bleu de Gex)[52].